# John Douglas Cockcroft
John Douglas Cockcroft (27 de mayo de 1897-18 de septiembre de 1967) fue un físico británico. Recibió el premio Nobel de Física por ser el primero en desintegrar un núcleo atómico, y fue primordial en el desarrollo de la energía nuclear.

## Biografía
Cockcroft nació en Todmorden, Inglaterra. Fue educado en la escuela de secundaria de Todmorden y estudió matemáticas en la Universidad de Mánchester. 
En 1928 trabajó como investigador en el Saint John's College de Cambridge, cargo que desempeñó hasta 1946. En el año 1932, y en colaboración con el físico Ernest Walton, fue el primero en desintegrar un núcleo atómico con partículas subatómicas aceleradas artificialmente. Usaron un acelerador de partículas que habían desarrollado para bombardear átomos de litio con protones. Algunos de los átomos de litio absorbían un protón y se desintegraban en dos átomos de helio. Entre 1941 y 1944, fue supervisor jefe del departamento de Investigación y Desarrollo de las Fuerzas Aéreas Británicas, y desde 1944 a 1946 ejerció como director de la división de energía atómica del Consejo de Investigación Nacional de Canadá.
Fue galardonado en 1938 con la medalla Hughes, concedida por la Royal Society «por su descubrimiento de que los núcleos pueden ser desintegrados por partículas producidas artificialmente que los bombardean».  Compartió la medalla con Walton. En 1948 le concedieron el título de sir y compartió con Walton el Premio Nobel de Física de 1951.
El cráter lunar Cockcroft lleva este nombre en su honor.